# Langayo (kommunhuvudort)
Langayo är en kommunhuvudort i Spanien.   Den ligger i provinsen Provincia de Valladolid och regionen Kastilien och Leon, i den centrala delen av landet, 130 km norr om huvudstaden Madrid. Langayo ligger 823 meter över havet och antalet invånare är 392.
Terrängen runt Langayo är huvudsakligen platt, men åt nordväst är den kuperad. Runt Langayo är det glesbefolkat, med 19 invånare per kvadratkilometer. Närmaste större samhälle är Peñafiel, 7,9 km nordost om Langayo. Trakten runt Langayo består till största delen av jordbruksmark.